# Tre allegri naviganti
Tre allegri naviganti (Beany and Cecil) è stata una serie a cartoni animati creata da Bob Clampett basata su un precedente spettacolo televisivo di burattini dello stesso Clampett.
I protagonisti della serie erano un serpente di mare, Brogio, d'animo gentile e il suo amico, un ragazzino con un berretto ad elica. Li accompagnavano nelle loro storie comprimari e antagonisti, in particolare Rocco il Disonesto, classico "cattivo" avido, baffuto e vestito di nero.

## Produzione
Questa serie ideata da Bob Clampett, ex animatore della Warner Bros., apparve sugli schermi americani nel 1962; in Italia venne trasmessa nei primi anni settanta dalla Rai, all'interno della trasmissione Oggi Cartoni Animati. Agli inizi degli anni '90 l'emittente della Mediaset, Italia 1, riprese alcuni episodi, ridoppiati per l'occasione.
Le storie vedevano protagonisti un bambino dal cappellino ad elica (ammennicolo tipicamente anni '50) - Beany - ed un enorme ed arguto serpente di mare - Cecil - che navigano per gli oceani in compagnia del tracagnotto e bonario Capitan Huffenpuff (comandante di una goletta dove in coffa siede un corvo), vivendo avventure sempre ai limiti del surreale e del senza senso, tra mostri marini, popolazioni dagli usi bizzarri, curiosi ritrovamenti, che avevano l'effetto di lasciare piacevolmente interdetti oltre che divertiti, i piccoli spettatori (differenziandosi alquanto dalle serie Hanna & Barbera, frenetiche e brillantemente dialogate, ma sempre molto razionali, 'quadrate' e alla lunga, un po' ripetitive).
Come in ogni serie che si rispetti, non poteva mancare il 'cattivo' che qui è rappresentato dal personaggio di Rocco il disonesto (nell'originale Dishonest John, nome che gioca con l'espressione americana Honest John, il prototipo della persona integerrima e un po' ingenua), un personaggio baffuto e vestito di nero che poteva ricordare il Capitan Uncino di Disney, e che come Capitan Uncino era tanto perfido quanto maldestro e ridicolo.

## Episodi
| Nº | Titolo originale                           | Titolo italiano                                 | Prima TV USA     | Prima TV Italia |
| -- | ------------------------------------------ | ----------------------------------------------- | ---------------- | --------------- |
| 1  | Spots Off a Leopard                        | Le macchie tolte al leopardo                    | 6 gennaio 1962   |                 |
| 1  | Invasion of Earth by Robots                | La Terra invasa dai robots                      | 6 gennaio 1962   |                 |
| 1  | Cecil Meets the Singing Dinasor            | Cecil incontra la dinosaura canterina           | 6 gennaio 1962   |                 |
| 2  | Little Ace from Outer Space                | Il piccolo Asso venuto dallo spazio             | 13 gennaio 1962  |                 |
| 2  | Super Cecil                                | Super Cecil                                     | 13 gennaio 1962  |                 |
| 2  | Wildman from Wildsville                    | Il selvaggio di Selvaggilandia                  | 13 gennaio 1962  |                 |
| 3  | Davey Crickett                             | Davey Crickett                                  | 20 gennaio 1962  |                 |
| 3  | Strange Objects                            | Oggetti misteriosi                              | 20 gennaio 1962  |                 |
| 3  | The Capture of Tear-a-long the Dotted Lion | La cattura del Leone Muscolone                  | 20 gennaio 1962  |                 |
| 4  | A Trip to the Schmoon                      | Un viaggio su straluna                          | 27 gennaio 1962  |                 |
| 4  | Grime Doesn't Pay                          | Il crimine non paga                             | 27 gennaio 1962  |                 |
| 4  | Beany's Buffalo Hunt                       | Beany a caccia di bufalo                        | 27 gennaio 1962  |                 |
| 5  | Beany Meets the Monstrous Monster          | Beany incontra il mostruoso mostro              | 3 febbraio 1962  |                 |
| 5  | Tommy Hawk                                 | Tommy Hawk                                      | 3 febbraio 1962  |                 |
| 5  | Yo Ho Ho and a Bubble of Gum               | Yo Ho e un pallone di gomma da masticare        | 3 febbraio 1962  |                 |
| 6  | 7th Voyage of Singood                      | Il settimo viaggio di Singood                   | 10 febbraio 1962 |                 |
| 6  | Cecil Meets Cecilia                        | Cecil incontra Cecilia                          | 10 febbraio 1962 |                 |
| 6  | The Capture of Thunderbolt the Wondercolt  | La cattura di Fulmine il puledro prodigio       | 10 febbraio 1962 |                 |
| 7  | Rat Race for Space                         | Il lancio del topo nello spazio                 | 17 febbraio 1962 |                 |
| 7  | Beany & the Boo Birds                      |                                                 | 17 febbraio 1962 |                 |
| 7  | B & C Meet Ping Pong                       | Beany e Cecil incontrano Ping Pong              | 17 febbraio 1962 |                 |
| 8  | Greatest Schmoe on Earth                   | Caso buffo                                      | 24 febbraio 1962 |                 |
| 8  | B & C Meet Billy the Squid                 | Beany e Cecil incontrano Billy la seppia        | 24 febbraio 1962 |                 |
| 8  | Capture of the 3-Headed Threep             | La cattura dello spaventoso Trippa Tre Teste    | 24 febbraio 1962 |                 |
| 9  | Beany & the Jackstalk                      | Beany e la pianta di fagioli magica             | 3 marzo 1962     |                 |
| 9  | Humbug                                     | L'insetto                                       | 3 marzo 1962     |                 |
| 9  | Custard's Last Stand                       | L'ultima postazione di Custard                  | 3 marzo 1962     |                 |
| 10 | Hero by Trade                              | Un eroe di professione                          | 10 marzo 1962    |                 |
| 10 | Illegal Eagle Egg                          | L'uovo dell'aquila fuorilegge                   | 10 marzo 1962    |                 |
| 10 | Cecil Gets Careless                        | Cecil riceve Spensierato                        | 10 marzo 1962    |                 |
| 11 | Sleeping Beauty & the Beast                | La Bella addormentata e la Bestia               | 17 marzo 1962    |                 |
| 11 | Quackers in Bed                            |                                                 | 17 marzo 1962    |                 |
| 11 | D.J. Meets Cowboy Starr                    | John Disonesto incontra Cowboy Starr            | 17 marzo 1962    |                 |
| 12 | Beany's Beany Cap Copter                   | L'elicappello di Beany                          | 24 marzo 1962    |                 |
| 12 | Indiscreet Squeet                          | L'oliatore sbadato                              | 24 marzo 1962    |                 |
| 12 | Phantom of the Horse Opera                 | Il fantasma dell'Opera a cavallo                | 24 marzo 1962    |                 |
| 13 | 20,000 Little Leaguers                     | Giocatori di baseball sotto il mare             | 31 marzo 1962    |                 |
| 13 | Malice in Blunderland                      | Malizia in Terra di Equivoci                    | 31 marzo 1962    |                 |
| 13 | Buffalo Billy                              | Buffalo Billy                                   | 31 marzo 1962    |                 |
| 14 | Dirty Birdy                                | L'uccellino infangato                           | 7 aprile 1962    |                 |
| 14 | Man Eater Skeeters                         |                                                 | 7 aprile 1962    |                 |
| 14 | Leading Lady Bug                           |                                                 | 7 aprile 1962    |                 |
| 15 | Rin Tin Can                                | Rin Tin Can                                     | 14 aprile 1962   |                 |
| 15 | Vild Vast Vasteland                        | La vile vasta Vastilandia                       | 14 aprile 1962   |                 |
| 15 | Invisible Man Has Butterfingers            | L'uomo invisibile ha le mani di pastafrolla     | 14 aprile 1962   |                 |
| 16 | Here Comes the Schmoeboat                  | Arriva la barca Schmoe                          | 21 aprile 1962   |                 |
| 16 | T'ain't Cricket, Crickett                  |                                                 | 21 aprile 1962   |                 |
| 16 | Cecil Always Saves the Day                 | Cecil salva sempre la situazione                | 21 aprile 1962   |                 |
| 17 | Ain't I a Little Stinger                   | Sono un piccolo spaziale                        | 28 aprile 1962   |                 |
| 17 | Warring 20's                               | I ruggenti anni '20                             | 28 aprile 1962   |                 |
| 17 | B & C Meet Invisible Man                   | Beany e Cecil incontrano l'Uomo Invisibile      | 28 aprile 1962   |                 |
| 18 | Ain't That a Cork In the Snorkel?          |                                                 | 5 maggio 1962    |                 |
| 18 | Makes a Sea-Serpent Sore                   | Come è difficile essere serpenti marini         | 5 maggio 1962    |                 |
| 18 | So What & 7 Whatnots                       | Biancaneve e i sette cani                       | 5 maggio 1962    |                 |
| 19 | Cecil's Comical Strip                      | Le vignette comiche di Cecil                    | 12 maggio 1962   |                 |
| 19 | Beany's Resid-jewels                       |                                                 | 12 maggio 1962   |                 |
| 19 | Wot the Heck                               | Che diamine                                     | 12 maggio 1962   |                 |
| 20 | Dragon Train                               | Treno drago                                     | 19 maggio 1962   |                 |
| 20 | 10-Foot Tall and Wet                       | Alto 10 piedi e tutto bagnato                   | 19 maggio 1962   |                 |
| 20 | Dirty Pool                                 | La piscina infangata                            | 19 maggio 1962   |                 |
| 21 | Thumb Fun                                  | Pollice burlone                                 | 26 maggio 1962   |                 |
| 21 | Living Doll                                | Un bambolotto vivente                           | 26 maggio 1962   |                 |
| 21 | Beanyland                                  | Beanylandia                                     | 26 maggio 1962   |                 |
| 22 | Beany Blows His Top                        | Beany perde la testa                            | 2 giugno 1962    |                 |
| 22 | Beany Flips His Lid                        | Beany mette in moto il suo cappello             | 2 giugno 1962    |                 |
| 22 | Fleastone Kop Caper                        | La squadra delle pulci poliziotto               | 2 giugno 1962    |                 |
| 23 | Mad Isle of Mad-hatten                     | La pazza isola di Mad-Hatten                    | 9 giugno 1962    |                 |
| 23 | Hammy Awards                               | I premi Hammy                                   | 9 giugno 1962    |                 |
| 23 | Hare-cules & the Golden Fleecing           | Ercole e il vello d'oro                         | 9 giugno 1962    |                 |
| 24 | Cheery Cheery Beany                        | Allegro allegro Beanie                          | 16 giugno 1962   |                 |
| 24 | Nya-Ha Ha!                                 | Nya-Ha Ha!                                      | 16 giugno 1962   |                 |
| 24 | Swingin' Singin' Sea Serpent               | Il serpente marino cantante oscillante          | 16 giugno 1962   |                 |
| 25 | There Goes a Good Squid                    | Ecco lì una buona seppia                        | 23 giugno 1962   |                 |
| 25 | Ben Hare                                   | Ben Hare                                        | 23 giugno 1962   |                 |
| 25 | Hare Today, Gone Tomorrow                  | Oggi qui domani là                              | 23 giugno 1962   |                 |
| 26 | Oil's Well That Ends Well                  | Tutto è bene quel che finisce bene              | 30 giugno 1962   |                 |
| 26 | There's No Such Thing As a Sea Serpent     | Non esiste una cosa simile a un serpente marino | 30 giugno 1962   |                 |
| 26 | D.J. the Dee Jay                           | John Disonesto il disk-jockey                   | 30 giugno 1962   |                 |